# Sergej Brylin
Sergej Vladimirovič Brylin (rusky Серге́й Влади́мирович Бры́лин; * 13. ledna 1974) je bývalý ruský profesionální hokejový střední útočník, v současné době asistent trenéra u Binghamton Devils v American Hockey League (AHL). Brylin je trojnásobný vítěz Stanley Cupu s New Jersey Devils v National Hockey League (NHL).

## Hráčská kariéra

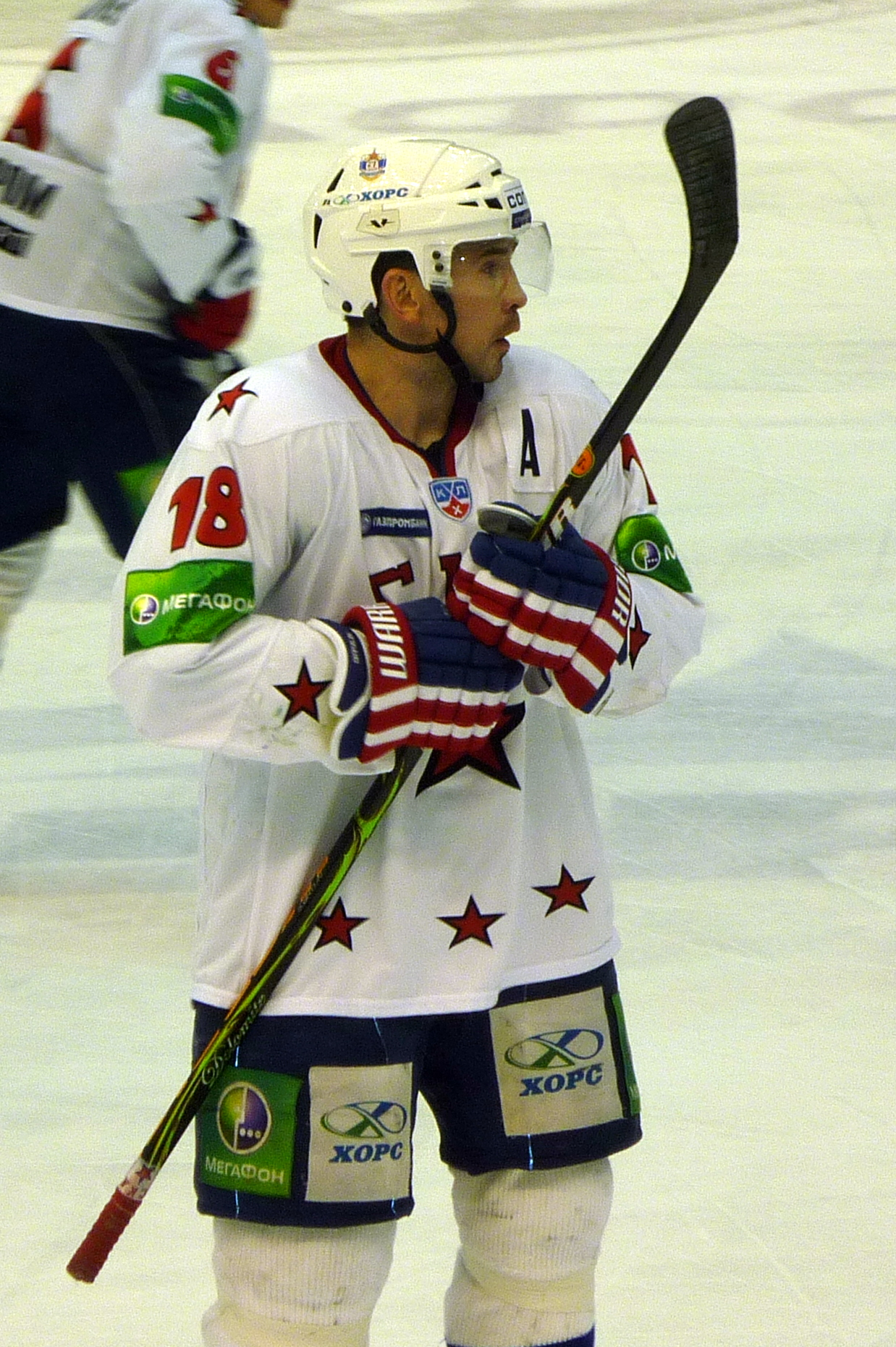
Brylin v prosinci 2012

Brylin debutoval 17. února 1995 a první gól v NHL vstřelil 27. února. V roce 1995, 2000 a 2003 získal třikrát Stanleyův pohár s New Jersey Devils. Je jedním z pěti hráčů, kteří vyhráli Stanley Cup za Devils, stejně jako Martin Brodeur, Scott Niedermayer, Scott Stevens a Ken Daneyko.
Dne 1. července 2008 Devils neuplatnili opci na smlouvu s Brylinem pro další rok. O deset dní později podepsal v Kontinentální hokejové lize (KHL) smlouvu s SKA Petrohrad.
Po neúspěšném pokusu o návrat k ďáblům Brylin podepsal pro sezonu 2011/2012 KHL smlouvu s Metallurgem Novokuzněck.

## Trenérská kariéra
Brylin je v současné době asistentem trenéra u Binghamton Devils, týmu American Hockey League (AHL), farmy New Jersey Devils. Je také trenérem v Proskate v New Jersey.

## Osobní a rodinný život
Brylin v současné době žije v Short Hills v New Jersey se svou ženou Elenou a třemi dětmi: Annou, Fjodorem a Mariou.

## Ocenění a úspěchy
- 1992 VC - Nejužitečnější hráč

## Prvenství

### NHL
- Debut - 17. února 1995 (New Jersey Devils proti New York Islanders)
- První gól - 27. února 1995 (New Jersey Devils proti Montreal Canadiens, kanadskému brankáři Patrick Roy)
- První asistence - 27. února 1995 (New Jersey Devils proti Montreal Canadiens)

### KHL
- Debut - 3. září 2008 (Metallurg Magnitogorsk proti SKA Sankt Petersburg)
- První gól - 3. září 2008 (Metallurg Magnitogorsk proti SKA Sankt Petersburg, běloruskému brankáři Andrèj Mezin)
- První asistence - 13. září 2008 (SKA Sankt Petersburg proti HC MVD Balašicha)

## Klubové statistiky
| Sezóna       | Klub                    | Soutěž       |     | Základní část | Základní část | Základní část | Základní část | Základní část |    | Play off | Play off | Play off | Play off | Play off |
| Sezóna       | Klub                    | Soutěž       | Z   | G             | A             | B             | TM            | Z             | G  | A        | B        | TM       |          |          |
| 1991–92      | HC CSKA Moskva          | CIS          | 36  | 1             | 6             | 7             | 2             | 8             | 0  | 0        | 0        | 2        |          |          |
| 1991–92      | HC CSKA Moskva II       | 3.CIS        | 1   | 0             | 0             | 0             | 0             | —             | —  | —        | —        | —        |          |          |
| 1992–93      | HC CSKA Moskva          | RSL          | 42  | 5             | 4             | 9             | 36            | —             | —  | —        | —        | —        |          |          |
| 1992–93      | HC CSKA Moskva II       | 2.RSL        | 3   | 2             | 1             | 3             | 4             | —             | —  | —        | —        | —        |          |          |
| 1993–94      | HC CSKA Moskva          | RSL          | 39  | 4             | 6             | 10            | 36            | 3             | 1  | 0        | 1        | 2        |          |          |
| 1993–94      | Russian Penguins        | IHL          | 13  | 4             | 5             | 9             | 18            | —             | —  | —        | —        | —        |          |          |
| 1994–95      | Albany River Rats       | AHL          | 63  | 19            | 35            | 54            | 78            | —             | —  | —        | —        | —        |          |          |
| 1994–95      | New Jersey Devils       | NHL          | 26  | 6             | 8             | 14            | 8             | 12            | 1  | 2        | 3        | 4        |          |          |
| 1995–96      | New Jersey Devils       | NHL          | 50  | 4             | 5             | 9             | 26            | —             | —  | —        | —        | —        |          |          |
| 1996–97      | Albany River Rats       | AHL          | 43  | 17            | 23            | 40            | 38            | 16            | 4  | 8        | 12       | 12       |          |          |
| 1996–97      | New Jersey Devils       | NHL          | 29  | 2             | 2             | 4             | 20            | —             | —  | —        | —        | —        |          |          |
| 1997–98      | Albany River Rats       | AHL          | 44  | 21            | 22            | 43            | 60            | —             | —  | —        | —        | —        |          |          |
| 1997–98      | New Jersey Devils       | NHL          | 18  | 2             | 3             | 5             | 0             | —             | —  | —        | —        | —        |          |          |
| 1998–99      | New Jersey Devils       | NHL          | 47  | 5             | 10            | 15            | 28            | 5             | 3  | 1        | 4        | 4        |          |          |
| 1999–00      | New Jersey Devils       | NHL          | 64  | 9             | 11            | 20            | 20            | 17            | 3  | 5        | 8        | 0        |          |          |
| 2000–01      | New Jersey Devils       | NHL          | 75  | 23            | 29            | 52            | 24            | 20            | 3  | 4        | 7        | 6        |          |          |
| 2001–02      | New Jersey Devils       | NHL          | 76  | 16            | 28            | 44            | 10            | 6             | 0  | 2        | 2        | 2        |          |          |
| 2002–03      | New Jersey Devils       | NHL          | 52  | 11            | 8             | 19            | 16            | 19            | 1  | 3        | 4        | 8        |          |          |
| 2003–04      | New Jersey Devils       | NHL          | 82  | 14            | 19            | 33            | 20            | 5             | 0  | 0        | 0        | 0        |          |          |
| 2004–05      | Atlant Moskevská oblast | RSL          | 35  | 8             | 19            | 27            | 40            | —             | —  | —        | —        | —        |          |          |
| 2005–06      | New Jersey Devils       | NHL          | 82  | 15            | 22            | 37            | 46            | 9             | 2  | 0        | 2        | 2        |          |          |
| 2006–07      | New Jersey Devils       | NHL          | 82  | 16            | 24            | 40            | 35            | 11            | 1  | 2        | 3        | 6        |          |          |
| 2007–08      | New Jersey Devils       | NHL          | 82  | 6             | 10            | 16            | 20            | 5             | 1  | 0        | 1        | 0        |          |          |
| 2008–09      | SKA Sankt Petersburg    | KHL          | 50  | 9             | 15            | 24            | 16            | 3             | 0  | 2        | 2        | 2        |          |          |
| 2009–10      | SKA Sankt Petersburg    | KHL          | 56  | 8             | 12            | 20            | 32            | 4             | 0  | 0        | 0        | 0        |          |          |
| 2010–11      | SKA Sankt Petersburg    | KHL          | 49  | 7             | 5             | 12            | 8             | 11            | 1  | 5        | 6        | 4        |          |          |
| 2011–12      | Metallurg Novokuzněck   | KHL          | 41  | 5             | 4             | 9             | 28            | —             | —  | —        | —        | —        |          |          |
| Celkem v NHL | Celkem v NHL            | Celkem v NHL | 765 | 129           | 179           | 308           | 273           | 109           | 15 | 19       | 34       | 32       |          |          |
| Celkem v KHL | Celkem v KHL            | Celkem v KHL | 196 | 29            | 36            | 65            | 84            | 18            | 1  | 7        | 8        | 6        |          |          |

## Reprezentace
| Rok                       | Tým                       | Soutěž                    | Z  | G | A | B  | TM |
| ------------------------- | ------------------------- | ------------------------- | -- | - | - | -- | -- |
| 1992                      | Rusko 18                  | MEJ                       | 6  | 1 | 1 | 2  | 4  |
| 1993                      | Rusko 20                  | MSJ                       | 7  | 3 | 3 | 6  | 6  |
| 1994                      | Rusko 20                  | MSJ                       | 7  | 1 | 5 | 6  | 0  |
| 1996                      | Rusko                     | MS                        | 8  | 3 | 2 | 5  | 12 |
| 2007                      | Rusko                     | MS                        | 2  | 0 | 0 | 0  | 0  |
| Juniorská kariéra celkově | Juniorská kariéra celkově | Juniorská kariéra celkově | 20 | 5 | 9 | 14 | 10 |
| Seniorská kariéra celkově | Seniorská kariéra celkově | Seniorská kariéra celkově | 10 | 3 | 2 | 5  | 12 |